# Leinenfrosch (Fuhrwerk)
Ein Leinenfrosch ist eine Befestigungsvorrichtung für die Leinen einer Pferdekutsche, meist mit einer Stellschraube versehen. Ein Teil des Zaumzeugs wird auch als Leinenfrosch bezeichnet.
Der Leinenfrosch erleichtert die Lenkung eines Pferdegespannes. Die Fahrleinen der einzelnen Zugtierpaare dürfen während der Fahrt nicht verrutschen, denn die Pferde reagieren sensibel auf jedes Steuersignal. Der Kutscher führt die Fahrleinen vor Fahrbeginn paarweise in den Leinenfrosch ein, bestimmt die jeweils richtige Länge der einzelnen Leinen und arretiert diese nun durch die Schraubklemme. Im Ergebnis verbessert der Leinenfrosch zum einen die Handhabung der Fahrleinen und erhöht zum anderen die Präzision der Führung des Gespannes.